# Amelora belophora
Amelora belophora là một loài bướm đêm trong họ Geometridae.